# Крими, Вито
Вито Клаудио Крими (итал. Vito Claudio Crimi; род. 26 апреля 1972, Палермо) — итальянский политик.

## Биография
Родился 26 апреля 1972 года в Палермо. Сын служащих, окончил с отличием научный лицей, учился на математическом факультете, но не окончил его. В 1999 году победил в конкурсе и получил должность юридического помощника в апелляционном суде Брешиа. В 2010 году выставил свою кандидатуру на губернаторских выборах в Ломбардии и проиграл с результатом 3 %, но Движение пяти звёзд на тех региональных выборах набрало 2,33 % голосов (с этим политическим объединением Крими связан с самых ранних этапов его существования — ещё в 2007 году он стал активистом митапа «Друзья Беппе Грилло»).
В 2013 году впервые избран в Сенат от Ломбардии, и с 19 марта по 16 июня 2013 года возглавлял фракцию Пяти звёзд (11 июня его преемником избран Никола Морра, получивший 24 голоса против 22, поданных за Ореллану). С 2013 по 2018 год входил в парламентский комитет по вопросам безопасности Республики (COPASIR).
В 2018 году вновь избран в Сенат от Ломбардии, 27 марта 2018 года стал первым заместителем председателя фракции. 4 апреля 2018 года возглавил Специальную комиссию по проверке срочных актов, переданных правительством.
12 июня 2018 года назначен младшим статс-секретарём аппарата правительства Конте с полномочиями в сфере издательской деятельности.
4 сентября 2019 года Джузеппе Конте сформировал своё второе правительство, а
5 сентября министры нового кабинета принесли присягу.
13 сентября 2019 года Крими назначен заместителем министра внутренних дел и 16 сентября вступил в должность.
22 января 2020 года после отставки Луиджи Ди Майо стал временным политическим лидером Движения пяти звёзд как самый старший по возрасту член Гарантийного комитета Д5З (одновременно возглавил делегацию Движения в правительстве).
6 августа 2021 года председателем Д5З был избран Джузеппе Конте